# Flughafen Cobija

i7
i11
i13
Der Flughafen Cobija (spanisch: Aeropuerto Capitán Aníbal Arab, IATA-Code: CIJ, ICAO-Code: SLCO) ist der Flughafen von Cobija, der Hauptstadt des Departamentos Pando im Norden Boliviens. Das Flugfeld verläuft etwa in Nord-Süd-Richtung und liegt am Westrand der Stadt.
Der Flughafen wurde von 2013 bis Ende 2017 umgebaut, da das Abfertigungsgebäude die stark angewachsene Zahl der Reisenden nicht mehr aufnehmen konnte. Aus diesem Grund wurde es von 756 m² auf 5000 m² ausgebaut; außerdem wurde im Jahr 2018 unter anderem die Länge der Landebahn von 2000 m auf 2600 m und die Breite von 30 m auf 45 m vergrößert.
Vorher wurde angekündigt, dass der Flughafen zu einem modernen internationalen Flughafen ausgebaut werden solle. Nach Vollendung des 40 Mio. US-Dollar teuren Baus sollte er als der viertgrößte Flughafen Boliviens für 235.000 Passagiere pro Jahr ausgelegt sein. Es wurde angekündigt, der Flughafen werde ein Drehkreuz mit Flügen nach Panama sowie in mehrere Länder Südamerikas, um längerfristig den Flughafen Viru Viru zu entlasten, was jedoch in Anbetracht der recht geringen Bevölkerung und wirtschaftlichen Bedeutung der Gegend bezweifelt werden kann.

## Fluggesellschaften und Ziele
Vom Regionalflughafen Cobija werden nur Flughäfen im Norden Boliviens (Trinidad und Riberalta) sowie La Paz / El Alto, Cochabamba und Santa Cruz angeflogen. Aktiv sind die Fluggesellschaften Boliviana de Aviación, EcoJet und die bolivianische TAM.